# WRISTOMO
WRISTOMO（リストモ）は、セイコーインスツル（SII）によって開発された、NTTドコモのPHS部門のPHS端末製品である。

## 概要
2001年のCESに出展した腕時計型端末のコンセプトモデルがCES大賞を受賞したことがきっかけとなり商品化のための開発が開始、2002年の4月にセイコーインスツルからドコモに提案し、2003年に販売された。それ以前に開発されていた、NTTが長野オリンピックで試運用した腕時計型PHSや、サムスンの腕時計型GSM端末などは「全く異なるもの」として参考にしていない。
端末は、時計の文字盤の部分をメインディスプレイに置き換え、ディスプレイの上下に設けられたリリースボタンで、上下のバンド部を開閉し、腕時計形状から通話に適した形状に一瞬で変化させる、「Wrist Mount System」という機構が特徴となっている。バンド上部にはスピーカーが、バンド下部には、十字及び通話・終話・決定キー、マイクが設けられている。腕周長への対応については、上下ヒンジ側面の溝を付属の専用工具で回転させることでヒンジ開閉具合を調整できる他、マイク部のゴム製ターミナルを交換する事で対応。3種類用意された。防水性能は、3気圧防水に対応している。
実際の通話方法は、上下リリースボタンで開いて、受話器スタイルにして通話する他、腕時計を腕に付けた状態で話しかけて通話する事も出来た。
音声通話のほか、cHTMLブラウザCompact NetFrontを搭載しmopera経由のWeb閲覧が可能だったほか、パルディオEメールの送受信など、単独でデータ通信を行うこともできた。ただし、ブラウザとメール機能はNTTドコモ契約時のみ利用でき、他のPHSキャリアと契約した場合には利用できなかった。
ディスプレイの裏面には、充電端子を兼ねたデータ同期用の端子を設けている。専用のシンクロケーブルまたはPHS回線経由で、電話帳やスケジュールのデータをPC上のOutlookと同期させることができた。
実際の販売は、当初はドコモショップなどの店頭では行われず、特設サイトでの販売かつ台数限定で、3万7000円で販売された。用意された初回分の1000台は、わずか10分で完売した。のちに1万9800円に値下げされ、一部のドコモショップ店頭での販売も行われた。
WRISTOMOは、ドコモPHS部門の最後の音声タイプ、セイコーインスツルの最初で最後のドコモPHS部門の端末になった。
2003年度グッドデザイン賞（Gマーク）を端末デザインとWMS（Wrist Mount System）とで2つ受賞している。
日本で初めて市販された腕時計型携帯電話であり、2016年現在、日本で市販された唯一の腕時計型PHSであるが、PHSの制御チャネル移行に対応していないため、2012年5月以降は利用できなくなった。

## 歴史
- 2003年1月16日 - 技術基準適合証明 (TELEC) の審査を通過（証明記号: JZAA1089）。
- 2003年2月25日 - JATE（財団法人電気通信端末機器審査協会）による審査を通過（認定番号:A03-0015JP）。
- 2003年3月26日 - 開発を発表。
- 2003年5月7日 - 販売開始。
- 2004年2月1日 - 関東甲信越のドコモショップで販売開始。
- 2004年7月末 - WRISTOMO公式サイト(http://www.wristomo.com/)が終了。
- 2008年1月7日24時 - ドコモPHSサービス終了。これ以降もウィルコムと契約することで通話機能は利用することができた。
- 2012年5月 - PHSの制御チャネル移行に伴い、利用不可能になった。